# Argentine (metropolitana di Parigi)
Argentine è una stazione della linea 1 della metropolitana di Parigi.

## Storia
Originariamente era chiamata Obligado e come tante altre stazioni della metropolitana prendeva il nome dalla strada soprastante. Nel 1947, in seguito ad una visita a Parigi di Evita Perón, il governo francese, desideroso di ringraziare l'Argentina per gli importanti aiuti in grano e carne dopo la seconda guerra mondiale, decise di cambiare il nome della strada in rue Argentine e alla stazione in Argentine. Obligado infatti ricordava la battaglia della Vuelta de Obligado contro le truppe argentine nel 1845. La strada avrebbe rappresentato così l'amicizia tra le due nazioni, e non più il dominio militare.
È l'unica stazione della metropolitana parigina ad essere intitolata ad una nazione.